# 愛情故事突然發生
《愛情故事突然發生》，是日本男性創作歌手小田和正的歌曲。最初收錄於雙A面單曲《Oh! Yeah!／愛情故事突然發生》（1991年2月6日發行）中。1990年代日本電視劇主題曲的代表歌曲、經典情歌。

## 簡介
因作為鈴木保奈美和織田裕二主演的富士電視台月九劇《東京愛情故事》的主題曲而著名。收錄這首歌曲的單曲《Oh! Yeah!／愛情故事突然發生》刷新了當時日本CD單曲最高銷量、J-POP單曲最高銷量的紀錄，並成為1991年度日本單曲銷量冠軍。
劇集製作階段，富士電視台的製作人大多亮想找像Off Course時期的《Yes-No》這樣的歌，於是找到了小田邀歌。最初小田作了另一首歌曲《FAR EAST CLUB BAND SONG》（後收錄於精選輯《Oh! Yeah!》），但是這首歌和劇情氣氛不相襯，因而改用《愛情故事突然發生》。
不過儘管《東京愛情故事》播放時期，《愛情故事突然發生》已經很受歡迎，小田一開始並不打算將這首歌作為A面曲發售CD單曲，而是想將《Oh! Yeah!》作為單獨A面曲發售。但是唱片公司卻想發行《愛情故事突然發生》，作為折衷才決定發行雙A面。而在多處不同的地方，這張單曲的標記都有「Oh! Yeah!」和「Oh! Yeah!／愛情故事突然發生」兩種情況。
《愛情故事突然發生》和同年恰克與飛鳥的《SAY YES》都是作為富士月九劇的主題曲，前者是1991年度單曲銷量的冠軍，後者則是亞軍。可以說自此之後月九成為日本電視劇黃金檔中的黃金檔，對主題曲的重視大大提高，大多向著名歌手邀歌，「月九的主題曲必定大賣」也成為普遍定律。因此更多的歌手爭相為月九劇獻唱。
這首歌也成為小田個人活動的代表歌曲，由於小田甚少上電視節目演出，多次調查顯示大眾最期待小田上NHK紅白歌合戰等音樂節目演唱《愛情故事突然發生》，但1991年本曲走紅當時他並未參加該年度的紅白，而是到同年富士電視台的「FNS歌謠祭」中演唱。本曲也成為日本流行樂壇的一首經典情歌，在朝日電視台音樂節目《MUSIC STATION》的多次情歌或國民名曲調查中均名列前茅。

## 收錄專輯
- Oh! Yeah!（1991年5月18日）
- 想傳達的事（1997年11月21日）
- 自己BEST（2002年4月24日）

## 翻唱
- 嘉門達夫
- 女子十二樂坊
- 河口恭吾
- 杏里
- 廣瀨香美
- 瀨戶口裕美
- 松下優也
- 羅伯特·克穆伯爾
- 奈德·多亨利
- 鄭伊健 - 廿世紀的戀人們 （粵語）
- 楊宗憲 - HONEY你置叨位（台語）
- 高林生
- 辛曉琪
- 李家明 - 單戀的不幸（粵語）
- 譚又銘 - 愛情咖啡店（粵語）
- 周深/李克勤
- 汪蘇瀧
- Lyrical Lily
- 艾莉莎·米哈伊洛芙娜·九条（聲優上坂堇） - 動畫不時輕聲地以俄語遮羞的鄰座艾莉同學第七集片尾曲